# Tatabánya
Tatabánya (oude Duitse-Oostenrijkse naam Totiserkolonie) is een industriestad en de hoofdplaats van het district Tatabánya (Tatabányai járás) in het noorden van Hongarije. De stad ligt op 15 km zuidelijk van de Donau (Duna), die daar de grens vormt met het noordelijke buurland Slowakije, waar in het laagland aan de andere oever al eeuwenlang een Hongaars-talige minderheid woont, en 45 km ten westen van Boedapest.
Op de heuvel boven de stad staat als historisch monument een bronzen beeld van een legendarische vogel van enorme afmetingen: een turul (half adelaar, half valk) die volgens overlevering in het Aziatische steppegebied, waar de Magyaren oorspronkelijk vandaan komen, hun de weg wees naar betere gebieden. In 1896 was het 1000 jaar geleden dat de Árpáden (Magyaren) zich op het Hongaarse grondgebied vestigden, dat voorheen bevolkt werd door Slavische volken. Om dit te herdenken werd het beeld gemaakt. De huidige republiek Hongarije, die eeuwenlang een monarchie was en ook langdurige bezetting heeft gekend door het Ottomaanse Rijk, geldt nog steeds als de voortzetting van oudste nog bestaande staat op Europees grondgebied.
De stad is de hoofdstad van de Hongaarse grens-provincie Komárom-Esztergom en het gelijknamige district Tatabánya, de kleinste provinciehoofdstad van Hongarije en de op een na dichtstbevolkte nederzetting in Centraal-Transdanubië.
De stad ligt in het zuidelijke deel van de provincie, in de vallei van de Galla-rivier die het Gerecsé-gebergte en de regio Vértest scheidt, in de Tatai- slenk, 55 kilometer van de hoofdstad. De gemiddelde hoogte boven zeeniveau bedraagt ongeveer 199 meter. Door zijn ligging is het een vervoersknooppunt, niet alleen op provinciaal niveau, maar ook op regionaal en nationaal niveau. Het wordt beïnvloed door de moderne snelweg M1 (E60, E75), die de Europese hoofdsteden Boedapest en Wenen met elkaar verbindt, en de hoofdweg 1 en de grensoverschrijdende spoorlijn Boedapest-Hegyeshalom-Rajka doorkruisen ook de stad, die overigens verbonden is met alle nederzettingen in het gebied, en zelfs met de grotere steden van het land. De stad vormt daardoor een belangrijk knooppunt, ook voor meerdere regionale buslijnen.

## Geschiedenis
Het gebied van Tatabánya wordt al sinds de prehistorie bewoond. Talrijke archeologische vondsten bewijzen dat er sinds het vroege stenen tijdperk onafgebroken mensen in de regio hebben gewoond. Deze vondsten betreffen stenen werktuigen uit diverse perioden van het paleolithicum, maar ook gefossiliseerde voetstappen bij het nabijgelegen dorp Vértesszőlős onderaan het Gerecse-gebergte. Onder meer zijn er ook de fossiele resten gevonden van Homo heidelbergensis.
De eerste Hongaarse kolonisten die hier omstreeks het jaar 900 aankwamen, troffen al talloze stammen van verschillende etnische groepen in het gebied, voornamelijk van Slavische origine. Bánhida, vlak bij het voormalige Tata-fort, wordt al genoemd in een document uit 1288. Al snel werden de nederzettingen Alsógalla en Felsőgalla gevormd rond Bánhida. Dankzij de gunstige invloed van de nabijgelegen vestingwerken werd het gebied al snel bevolkt, verschenen er ambachtslieden en bloeiden de landbouw en de handel.
Tijdens de middeleeuwen werd het gebied getroffen door vele natuurrampen, en in de 16e eeuw werd het gebied bezet door de Turken, wier legers oprukten naar Wenen. Tijdens de Reformatie bekeerden vele plaatselijke bewoners zich tot deze nieuwe beweging en bouwden zij hun eigen kerken. Na de Turkse bezettingsperiode kwam het gebied in bezit van de familie Esterházy, die er veel Duitse en Slowaakse katholieken vestigden, waardoor een restauratie plaatsvond, in die zin dat de plaatselijke bevolking weer rooms-katholiek werd.

## Geboren in Tatabánya
- Klára Killermann (1929-2012), zwemster
- József Kiprich (1963), voetballer
- Viktor Kassai (1975), voetbalscheidsrechter
- Éva Csernoviczki (1986), judoka